# Brixidia boukokoensis
Brixidia boukokoensis är en insektsart som beskrevs av Synave 1980. Brixidia boukokoensis ingår i släktet Brixidia och familjen kilstritar. Inga underarter finns listade i Catalogue of Life.